# Kvarnagårdssjön
Kvarnagårdssjön är en sjö i Hylte kommun i Småland och ingår i Nissans huvudavrinningsområde.